# Листопадна вулиця (Київ)
Листопа́дна ву́лиця — вулиця в Голосіївському районі міста Києва, межує місцевості Добрий Шлях та Цимбалів Яр. Пролягає від Чумацького провулку до Чумацької вулиці.
Прилучаються Райгородський провулок, Снайперська та Конотопська вулиці.

## Історія
Вулиця виникла в середині XX століття під назвою 299-та Нова. Сучасна назва — з 1944 року.